# ماري إلين إدموندز
ماري إلين إدموندز (بالإنجليزية: Mary Ellen Edmunds)‏ هي ممرضة ومديرة وأستاذة جامعية أمريكية، ولدت في 3 مارس 1940 في لوس أنجلوس في الولايات المتحدة.